# Клушиця
Клушиця (Pyrrhocorax pyrrhocorax) — птах з родини воронові, один з двох видів Pyrrhocorax. Близький родич альпійської галки. 

## Поширення
Дев'ять підвидів клушиці гніздяться в горах і на скелястих узбережжях західних берегів Ірландії та Британії, в гірських районах Центральної та Південної Європи, Північно-Західної Африки, Ефіопії і всієї Малої, Близької та Середньої Азії, а також на Канарських островах. 

## Зовнішній вигляд
Дорослий птах основного підвиду клушиці, P. p. pyrrhocorax, має довжину 39-40 см і розмах крил 73-90 см, вага в середньому 310 грам. Оперення блискучо-чорне, із зеленим металічним відблиском на тілі. Самець і самка однакові, а молоді птахи мають помаранчевий дзьоб, рожеві лапи і менш блискуче пір'я.  

## Поширення та місця існування
Клушиця гніздиться в гірських частинах Центральної Азії, Індії та Китаю, а також в Ірландії, на заході Великої Британії, на Острові Мен, на півдні Європи, в Середземноморському басейні та Альпах.
Їхні головний ареал  — високі гори; птахів знаходять на висоті між 2000 і 2500 метрів в Північній Африці; переважно між 2400 і 3000 метрів у Гімалаях. У Гімалаях влітку галки червонодзьобі можуть траплятися на висоті до 6000 метрів, були навіть зафіксовані на висоті 7950 м, на горі Еверест. В Ірландії, Великій Британії вони також гніздяться на скелях і кручах на березі моря, живляться серед невисокої трави на пасовищах. Раніше галки червонодзьобі були більше поширені на узбережжях, однак вони потерпають через втрати спеціалізованих територій. Клушиця схильна гніздуватися на нижчих висотах ніж галка альпійська (Pyrrhocorax graculus). Раціон альпійських галок більше пристосований до великих висот.

## Поведінка
Клушиці утворюють пари на все життя і схильні гніздуватися на одному й тому самому місці з року в рік. Зазвичай місце для гнізда це печера чи ущелина в скелі, де розташоване зроблене з галузок гніздо і три яйця в ньому.
Живляться клушиці переважно в зграях, на луках з невисокою травою. Їдять дрібних безхребетних.

## Галерея

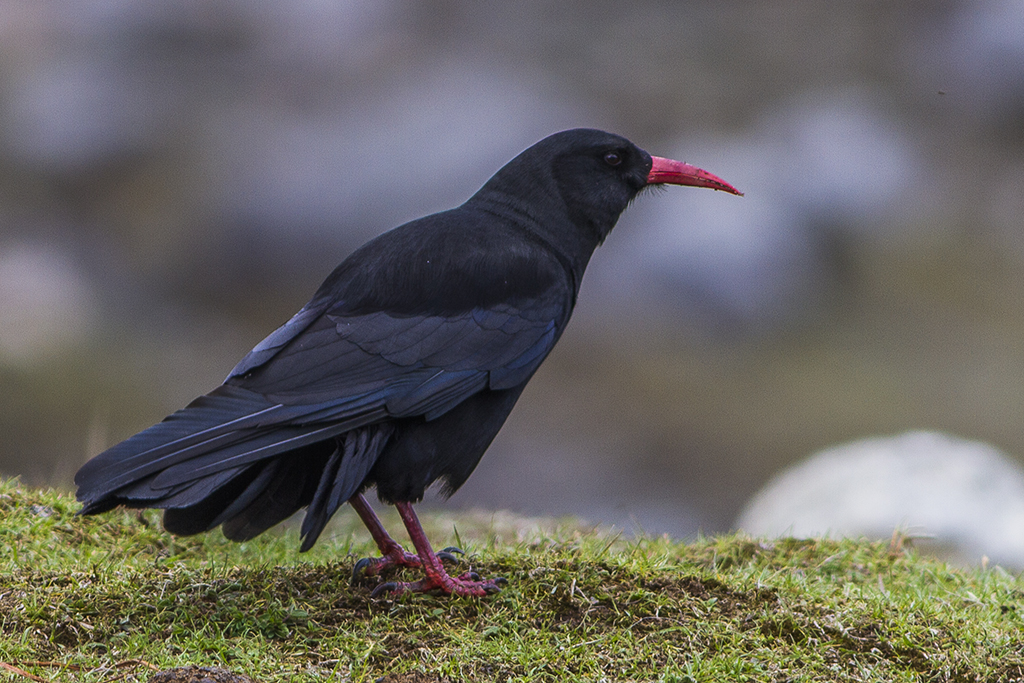
Галка червонодзьоба
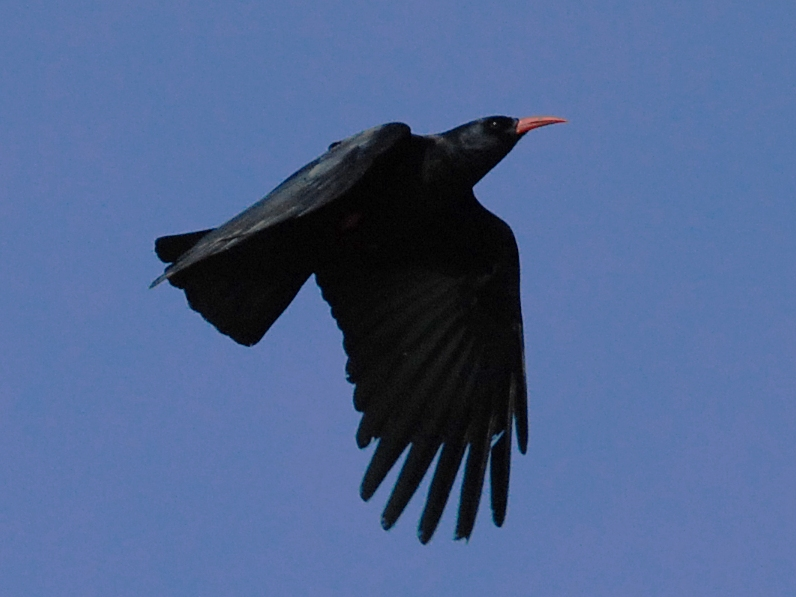
Червонодзьоба галка в польоті. Корнуол, Англія
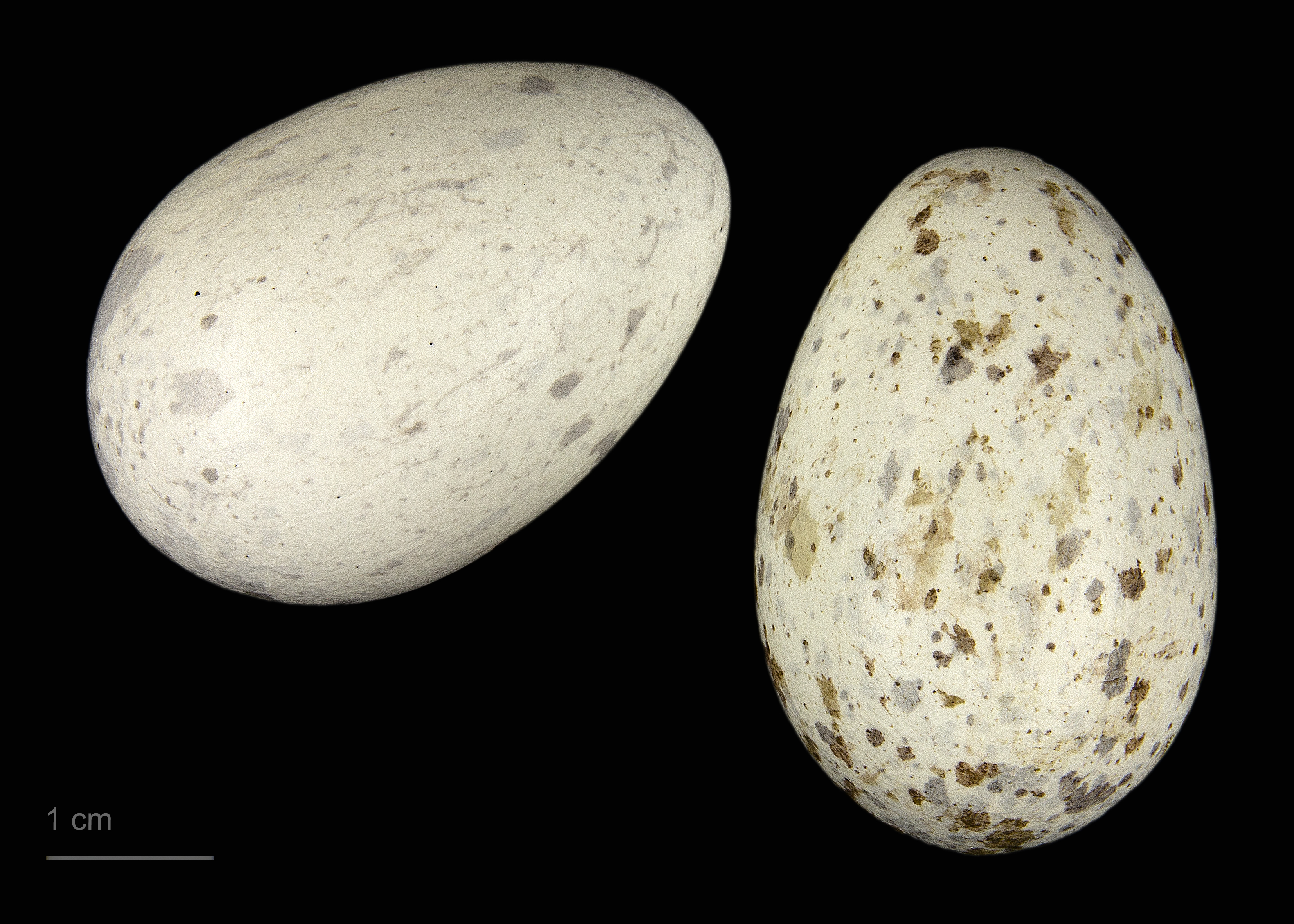
Яйця Pyrrhocorax pyrrhocorax в оологічній колекції, Тулузький музей